# Juan Reynoso (football)
Pour les articles homonymes, voir Juan Reynoso (homonymie).
Juan Máximo Reynoso Guzmán, né le 28 décembre 1969 à Lima, est un footballeur péruvien qui jouait au poste de défenseur avant de devenir entraîneur. 
Devenu entraîneur, il a exercé sa nouvelle profession avec succès puisqu'il a remporté trois titres de champion (deux dans son pays natal et un au Mexique).

## Biographie

### Joueur
Reynoso débute en championnat du Pérou avec l'Alianza Lima en 1986. Une blessure lui permet d'échapper à la mort lorsque l'avion qui transportait ses camarades de club s'écrase au large du Callao, épisode funeste connu au Pérou sous le nom de la « tragédie aérienne de Ventanilla ». 
En 1990, il tente sa chance en deuxième division espagnole (CE Sabadell FC), mais revient au bout d'un an au Pérou et signe en 1993 pour l'Universitario de Deportes, le rival honni de l'Alianza Lima. 
C'est néanmoins au Mexique qu'il fait l'essentiel de sa carrière, d'abord au Cruz Azul, dont il fut le capitaine et un des symboles de l'équipe, puis au Club Necaxa où il met fin à sa carrière.
International péruvien de 1986 à 2000, il participe à quatre Copa América (1987, 1989, 1993, 1999) et à une Gold Cup (2000). Il compte 84 sélections et cinq buts marqués en équipe nationale dont il fut le capitaine jusqu'à sa retraite internationale en 2000.

#### Buts en sélection
| Buts en sélection de Juan Reynoso | Buts en sélection de Juan Reynoso | Buts en sélection de Juan Reynoso            | Buts en sélection de Juan Reynoso | Buts en sélection de Juan Reynoso | Buts en sélection de Juan Reynoso | Buts en sélection de Juan Reynoso |
|                                   | Date                              | Lieu                                         | Adversaire                        | Score                             | Résultat                          | Compétition                       |
| --------------------------------- | --------------------------------- | -------------------------------------------- | --------------------------------- | --------------------------------- | --------------------------------- | --------------------------------- |
| 1.                                | 1er juillet 1989                  | Fonte Nova, Salvador (Brésil)                | Paraguay                          | 2-4                               | 2-5                               | CA 1989                           |
| 2.                                | 25 juillet 1989                   | Estadio Carlos Dittborn, Arica (Chili)       | Chili                             | 1-2                               | 1-2                               | Amical                            |
| 3.                                | 27 juin 1993                      | Estadio Olímpico Atahualpa, Quito (Équateur) | Mexique                           | 2-4                               | 2-4                               | CA 1993                           |
| 4.                                | 2 juin 1996                       | Estadio Nacional, Lima (Pérou)               | Colombie                          | 1-0                               | 1-1                               | QCM 1998                          |
| 5.                                | 10 novembre 1996                  | Estadio Nacional, Lima (Pérou)               | Venezuela                         | 1-0                               | 4-1                               | QCM 1998                          |

NB : Les scores sont affichés sans tenir compte du sens conventionnel en cas de match à l'extérieur (Pérou-Adversaire).

### Entraîneur
Entraîneur-adjoint au Club Necaxa jusqu'en 2006, Reynoso fait ses débuts de coach avec le Coronel Bolognesi avec lequel il remporte le tournoi de clôture 2007 et obtient une qualification à la Copa Libertadores 2008, la première du club. 
En décembre 2008, il est nommé à la tête de l'Universitario de Deportes et s'octroie le championnat 2009. Il y reste jusqu'en 2010. Après quelques expériences sans grand relief au Juan Aurich, puis au Sporting Cristal, il s'exile au Mexique, d'abord comme entraîneur-adjoint au CD Cruz Azul en 2012 puis comme entraîneur de sa filiale en deuxième division – le Cruz Azul Hidalgo – l'année suivante.
Il rentre au Pérou en 2014 pour prendre les rênes du FBC Melgar avec lequel il remporte le championnat 2015. Le 18 mars 2017, après un match nul 1-1 sur le terrain de l'Academia Cantolao, Reynoso atteint la barre des 300 matchs dirigés en D1 péruvienne.
Parti du FBC Melgar fin 2017, il rebondit en 2019 au Real Garcilaso de Cuzco mais son expérience est de courte durée puisqu'il n'y reste que six mois avec un total de 18 matchs dirigés.
Reynoso retourne au Mexique et y poursuit sa carrière, d'abord au Club Puebla entre 2019 et 2020, puis au Cruz Azul depuis 2021. Il remporte avec autorité le championnat du Mexique, et rentre dans l'histoire du Cruz Azul puisqu'il met fin à une disette de titres de 23 ans, le club n'étant plus sacré depuis 1997.
En août 2022, il est nommé sélectionneur du Pérou succédant à Ricardo Gareca.  

## Palmarès

### Palmarès de joueur
| Universitario de Deportes - Championnat du Pérou (1) : - Champion : 1993. |  | Cruz Azul - Coupe des clubs champions de la CONCACAF (2) : - Vainqueur : 1996, 1997. - Championnat du Mexique (1) : - Champion : 1997 (tournoi d'hiver). - Coupe du Mexique (1) : - Vainqueur : 1996-97. |

### Palmarès d'entraîneur
| Coronel Bolognesi - Tournoi de clôture (1) : - Vainqueur : 2007. |  | Universitario de Deportes - Championnat du Pérou (1) : - Champion : 2009. |  | FBC Melgar - Championnat du Pérou (1) : - Champion : 2015. - Tournoi de clôture (1) : - Vainqueur : 2015. - Torneo de Verano (1) : - Vainqueur : 2017. |  | Cruz Azul - Championnat du Mexique (1) : - Champion : 2021 (Clo). - Campeón de Campeones (1) : - Vainqueur : 2021. |